# Distrikt Pomalca
Der Distrikt Pomalca liegt in der Provinz Chiclayo in der Region Lambayeque im Nordwesten von Peru.

## Geografie
Der Distrikt Pomalca liegt in der Küstenebene Nordwest-Perus 7 km östlich des Stadtzentrums der Regions- und Provinzhauptstadt Chiclayo. Sitz der Distriktverwaltung ist die 88 m hoch gelegene Stadt Pomalca mit 19.812 Einwohnern (Stand 2017).
Der Distrikt hat eine Fläche von 80,35 km² (nach anderen Quellen: 76,6 km²). Beim Zensus 2017 wurden 25.267 Einwohner gezählt. Zehn Jahre zuvor lag die Einwohnerzahl bei 23.092.
Der Río Chancay fließt entlang der südlichen Distriktgrenze nach Westen. Im Distrikt wird bewässerte Landwirtschaft betrieben.
Der Distrikt Pomalca grenzt im Westen an den Distrikt Chiclayo, im Norden an den Distrikt Picsi, im Osten an den Distrikt Tumán sowie im Süden an die Distrikte Saña, Reque und Monsefú.

## Geschichte
Der archäologische Fundplatz Huaca Ventarrón befindet sich 4,3 km südsüdöstlich von Pomalca unweit vom Nordufer des Río Chancay entfernt.
Seit 1874 besaßen die Stadt Pomalca und deren Umland mit einer normalspurigen Zweigstrecke der Bahnstrecke Eten–Ferreñafe, die nach Pátapo führte, Eisenbahnanschluss. Sie war bis in die 1970er Jahre in Betrieb. Die Hacienda Pomalca betrieb zum Transport von Zuckerrohr von 1916 bis etwa 1967 eine eigene 43 km lange Feldbahn mit einer in Peru ungewöhnlichen Spurweite von 700 mm. 1916 kam außerdem noch die schmalspurige Bahnstrecke Pimentel–Pucalá mit einer Spurweite von 914 mm hinzu. Der Betrieb dieser Strecke wurde noch vor 1982 eingestellt.
Der Distrikt Pomalca wurde am 29. Januar 1998 aus Teilen des Distrikts Picsi gebildet.